# جرج واشینگتن اسمیت
جرج واشینگتن اسمیت (به انگلیسی: George Washington Smith) (زاده ۲۲ فوریهٔ ۱۸۷۶ - درگذشته ۱۶ مارس ۱۹۳۰) معمار و نقاش آمریکایی بود. بیشتر شهرت وی به علت کار حوالی سنتا باربارا، کالیفرنیا و عمومی کردن سبک معماری استعماری اسپانیایی در اوایل قرن بیستم است. اسمیت در پیتسبورگ در پنسیلوانیا و در سالروز تولد جورج واشینگتن به دنیا آمد و در فیلادلفیا رشد کرد. اسمیت در ۱۶ مارس ۱۹۳۰ در حالی که بیش از ۸۰ خانه را در سنتا باربارا و سراسر آمریکا طراحی کرده بود درگذشت. اسمیت در زمان حیاتش یکی از محبوب‌ترین معماران آمریکا بود.